# Tunică albuginea (testicul)
Tunica albuginea este învelișul fibros  al testiculului. Este o membrană densă albastru-cenușie, compusă din mănunchiuri de țesut conjunctiv fibros alb, de unde și de numele albuginea, care se întrepătrund în toate direcțiile.
Tunica albuginea este acoperită de tunica vagală, cu excepția punctelor de atașare a epididimului la testicul și de-a lungul marginii sale posterioare, unde vasele spermatice intră în glandă.
Tunica albuginea aderă pe tunica vasculară peste substanța glandulară a testiculului și, la marginea sa posterioară, se reflectă în interiorul glandei, formând un sept vertical incomplet, numit mediastinul testiculului (corpus Highmori).

## Imagini suplimentare

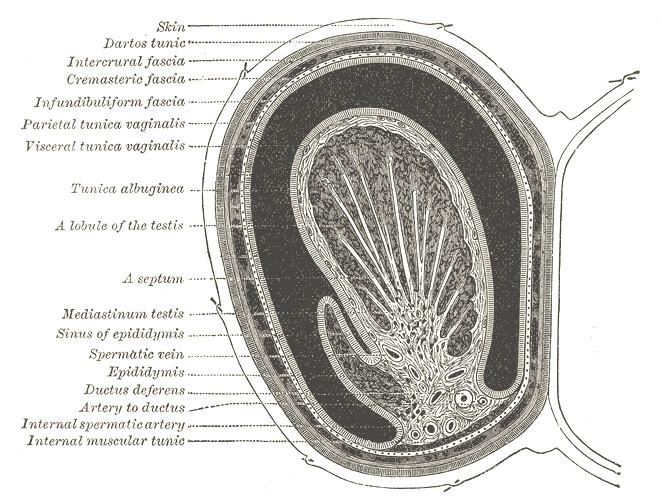
Secțiune transversală prin partea stângă a scrotului și testiculul stâng.
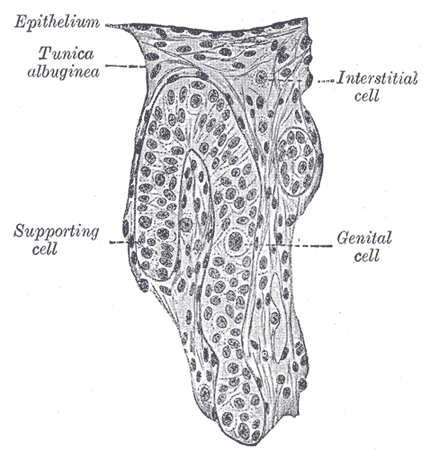
Secțiunea unui cordon genital al testiculului unui embrion uman 3.5 cm. lung.
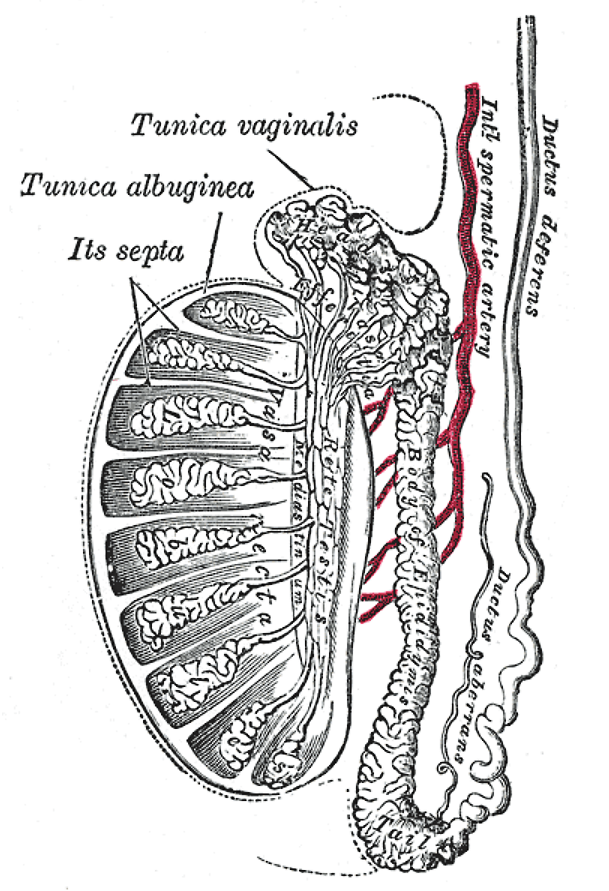
Secțiunea verticală a testiculului, pentru a arăta dispunerea conductelor.